# Gustafs kyrka
För andra betydelser, se Gustafs kyrka (olika betydelser).
Gustafs kyrka är en kyrkobyggnad i Enbacka i Dalarnas län. Den tillhör Säterbygdens församling i Västerås stift.

## Historia
Kyrkan invigdes som Enbacka kapell 4 december 1768 av biskop Lars Bentzelstierna och ersatte ett kapell från 1633, som hade blivit fallfärdigt och var tvunget att rivas. Vid invigningen den andra advent 1768 bildade 600 man häck och en salut om 144 kanonskott avlossades. 
Enbacka kapellförsamling ville länge bli en egen församling och 8 maj 1775, när församlingen skilde sig från Stora Tuna församling, blev Gustafs kyrka den nya församlingskyrkan. Såväl kyrkan som församlingen fick vid detta tillfälle sitt namn, efter Gustav III som beviljade församlingsdelningen.
1897 års förbandsfana för Västernorrlands regemente delas ut av kung Oscar II vid kyrkan i samband med fälttjänstövningar i Dalarna samma år nämnt tidigare. Den förbandsfana som delas ut har motiv av två sköldar med landskapet Ångermanland och Medelpads vapenbild med den svenska flaggan i bakgrunden. Flaggan troppas 1960 och förvaras nu på armémuseum (Ur tidningen "Hemvärnet" #3-2019 sida 49).

## Kyrkobyggnaden
Kyrkan började planeras i början av 1765 under ledning av Pehr Schultzberg. Samme byggherre var även ansvarig för den samtida Åls kyrka i Insjön, som är snarlik i utseende. 10 juni samma år påbörjades byggnationen av kyrkan. Den första gudstjänsten i den nya kyrkan företogs 26 oktober 1766, helgen efter att kapellet rivits. De två kyrkklockorna flyttades från kapellets klockstapel till kyrktornet 13 augusti 1767. Den mindre klockan är från 1639 och omgjuten 1809. Stora klockan är från 1735, också den omgjuten. Båda klockorna omgöts av Eric Göthe i Falun. Tornuret tillverkades av C. J. Trång i Stjärnsund 1862.
Storklockans nuvarande inskrift lyder,runt halsen:"VERKET ÄR STORT TY THET ÄR ICKE MÄNNISKORS BONING VTAN HERRANS GUDS CHR: B. 29. V.I.
(Ur:Dalarnas kyrkklockor av Mats Åmark sida 121).
Kyrkan har renoverats 1877, 1923 och 1969. Vid renoveringen 1969 gjordes plats för gångar på sidorna av bänkraderna och bänkarna målades grå för att bättre matcha färgen på korgolvet och altarskranket.

## Inventarier
Predikstolen är byggd 1828 av Johan Göransson från Torsång och dopfunten skänktes av församlingens arbetarkrets i samband med renoveringen 1969. I vapenhuset står ett dopträd, där metallformade änglar med namn på personer som blivit döpta i kyrkan under året sätts upp.
Altartavlan är Dalarnas största altartavla och mäter 31 kvadratmeter. Den är 6,6 meter hög och skänktes av Gustav IV Adolf 1803. Församlingen lovades en altartavla redan 1788, när Gustav III var på besök. Gustav III gick dock bort 1792 och då föll ansvaret på Gustav IV Adolf. Motivet är Kristi himmelsfärd och tavlan är målad av Per Hörberg.

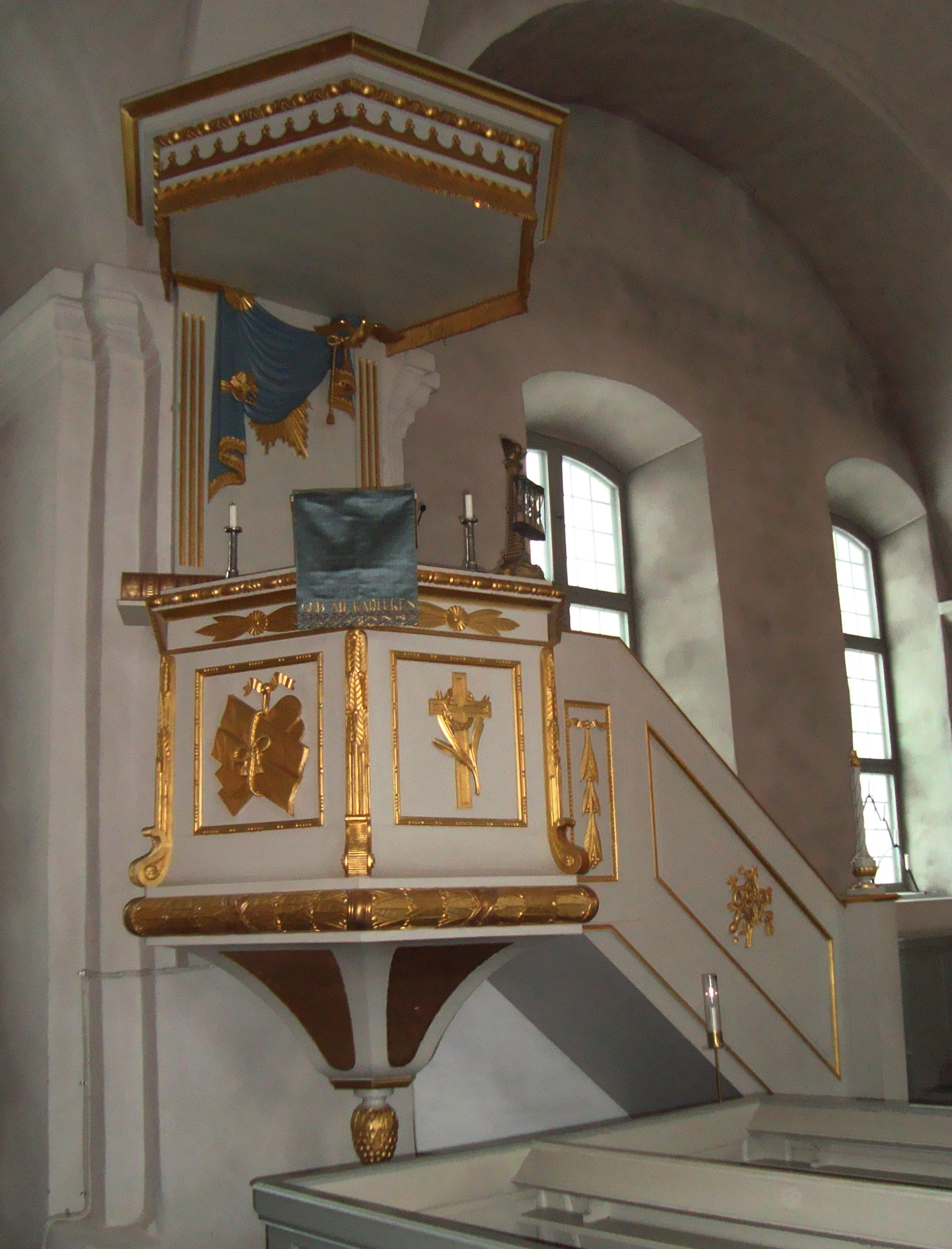
Predikstolen.
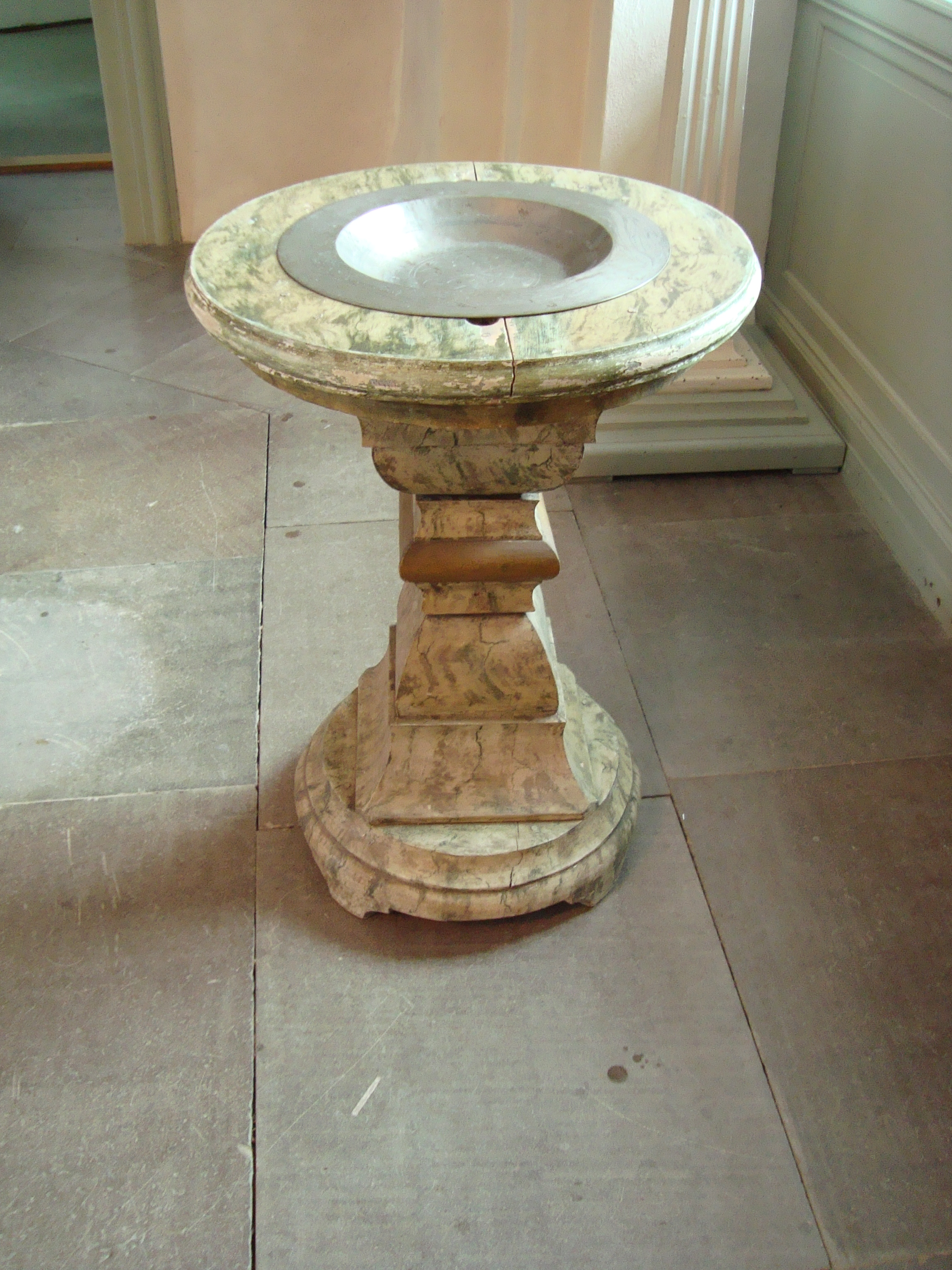
Dopfunten.
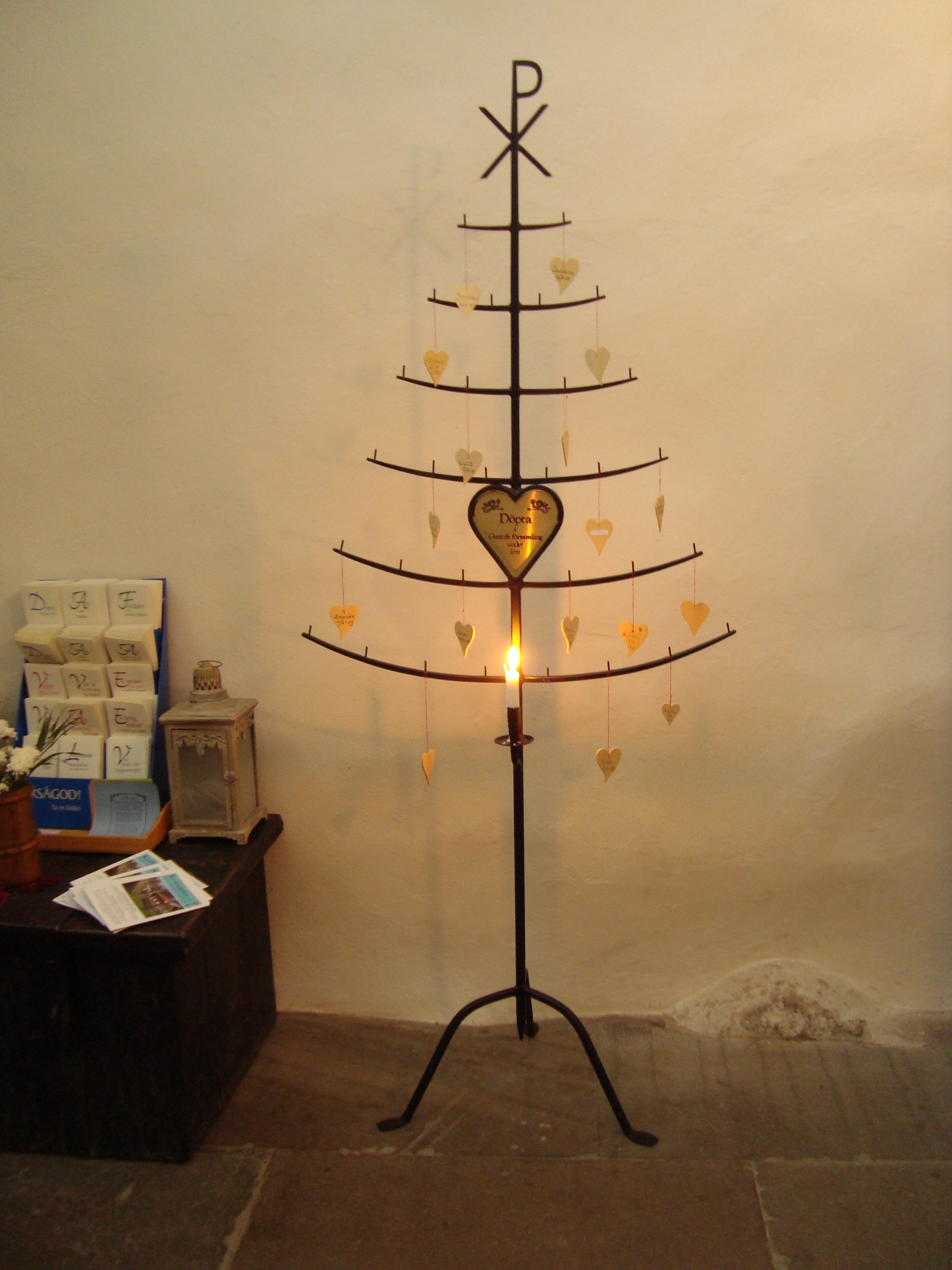
Dopträdet.

## Orgeln
Kyrkan fick sin första orgel 1847. 1923 byttes orgeln ut och ett andra byte skedde 1970. Kororgeln installerades 1984. I december 2009 satte Arbetsmiljöverket stopp för stämning av huvudorgeln, då det ansågs för farligt att arbeta stående på en fyra meter lång stege utan fallskydd eller förankring. Kyrkoledningen utökade strax därefter förbudet till att även innefatta vistelse på orgelläktaren.
2014 slutförde orgelbyggare Martin Hausner ett flera år långt projekt med att bygga om den befintliga Åkerman och Lundorgeln från år 1970.

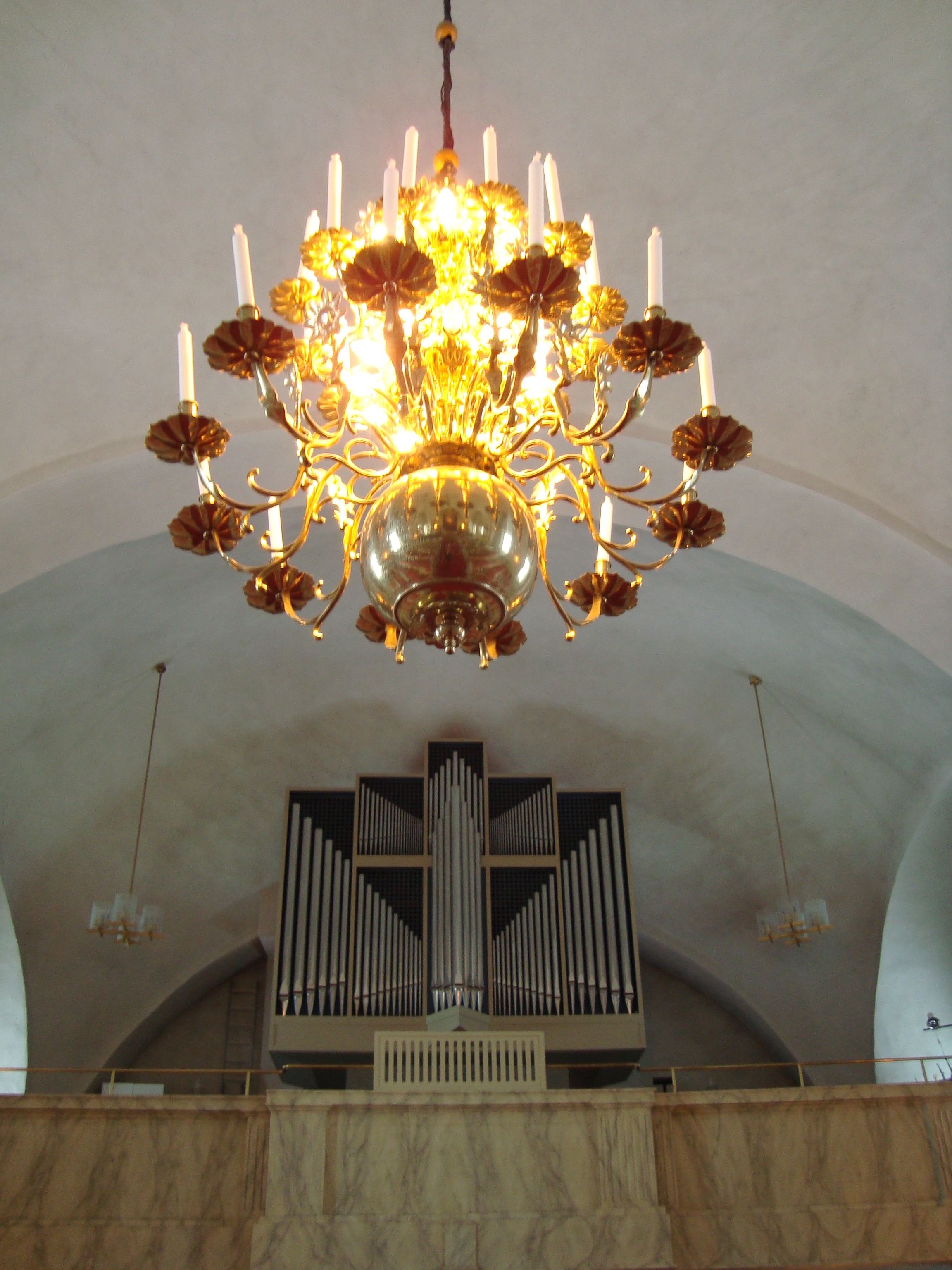
Orgelläktaren.
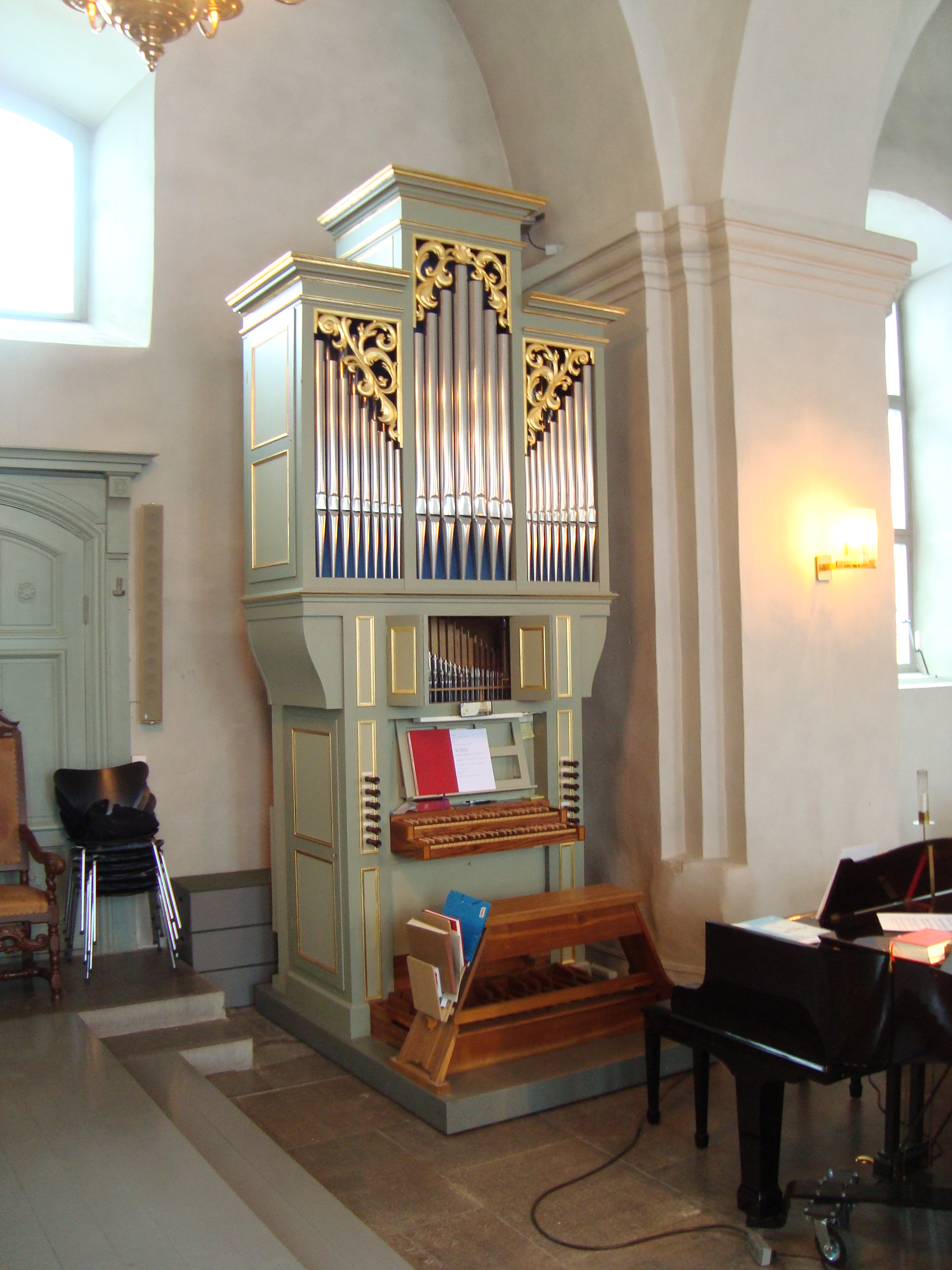
Kororgeln.

| Man I. Huvudverk      | Man II. Svällverk    | Pedal        | Koppel                |
| --------------------- | -------------------- | ------------ | --------------------- |
| *Lieblich gedackt 16' | Lieblich gedackt 16' | Subbas 32'   | II/I                  |
| Principal major 8'    | Bassetthorn 8'       | Subbas 16'   | II/P                  |
| Principal minor 8'    | Flûte harmonique 8'  | Violon 16'   | I/P                   |
| * Flûte harmonique 8' | Gedackt 8'           | *Ekobas 16'  | II 16'/II             |
| Rörflöjt 8'           | Viola 8'             | Kvinta 12'   | II 16'/I              |
| Oktava 4'             | Voix céleste 8'      | Oktava 8'    | I 16'/I               |
| Gedacktflöjt 4'       | Prestant 4'          | Gedackt 8'   | II 4'/II              |
| Kvinta 2 2/3'         | Principal 4'         | Oktava 4'    | II 4'/I               |
| Oktava 2'             | Koppelflöjt 4'       | Nachthorn 2' | I 4'/I                |
| Mixtur 4 chor         | Waldflöjt 2'         | Basun 16'    |                       |
| Sesquialtera 2 chor   | Sifflöjt 1'          | *Trumpet 8'  | *Transmitterad stämma |
| Trumpet 8'            | Scharf 3 chor        |              |                       |
| *Klarinett 8'         | Dulcian 16'          |              |                       |
|                       | Trumpet 8'           |              |                       |
|                       | Oboe 8'              |              |                       |
|                       | Klarinett 8'         |              |                       |
|                       | Trumpet 4'           |              |                       |
|                       | Tremulant            |              |                       |

- Orgelläktaren.
- Kororgeln.